# Hold On (сингл 50 Cent)
«Hold On» — другий сингл репера 50 Cent з його п'ятого студійного альбому Animal Ambition, виданий одночасно з іншим окремком «Don't Worry 'Bout It». Передрелізна прем'єра треку відбулась у ніч на 12 березня під час виступу виконавця на SXSW.

## Відеокліп
Прем'єра: 18 березня 2014. Режисер: Ейф Рівера. Камео: Тоні Єйо.

## Контроверсійний зміст
У пісні 50 Cent дисить Джиммі Генчмена, з яким табір G-Unit мав біф і якого засудили до пожиттєвого ув'язнення. Репер згадує побиття сина Джиммі, в котрому звинуватили Єйо та обстріл будинку матері Тоні, замовлений Генчменом: 
«On the phone I heard 'Ye smacked the shit outta a kid
 
Now Jimmy got life, gonna smack him again
 
When it's war, it'll be war to the very end
 
If they ever say we lose, I start it again
 
Let's sneak the niggas spray that Semi at your momma crib
 
With a silencer we couldn't even hear that shit»

## Чартові позиції
| Чарт (2014)                                   | Найвища позиція |
| --------------------------------------------- | --------------- |
| Велика Британія (The Official Charts Company) | 199             |
| Велика Британія (UK R&B Chart)                | 38              |
| Німеччина (Deutsche Black Charts)             | 40              |
| США (Hot R&B/Hip-Hop Songs) (Billboard)       | 47              |